# Omar Gaither
Omar Gaither (Charlotte, 18 marzo 1984) è un giocatore di football americano statunitense che gioca nel ruolo di linebacker nella National Football League e attualmente è free agent. Fu scelto nel corso del quinto giro (168º assoluto) del draft NFL 2006 dagli Eagles. Al college giocò a football all'Università del Tennessee.

## Carriera professionistica

### Philadelphia Eagles
Gaither fu scelto dagli Eagles nel corso del quinto giro del Draft 2006 dai Philadelphia Eagles. Il 16 giugno firmò un contratto quadriennale per un totale di 1,75 milioni di dollari di cui 140.500 di bonus alla firma. Debuttò nella NFL il 10 settembre 2006 contro gli Houston Texans. Il 10 dicembre contro i Washington Redskins fece il suo primo intercetto in carriera su Jason Campbell, ritornandolo di 16 yard. Il 17 dello stesso mese contro i New York Giants fece il suo primo sack in carriera ai danni di Eli Manning. Concluse la sua prima stagione con 58 tackle, un sack e un intercetto nella posizione di outside linebacker.
Il 30 settembre 2007 contro i Giants fece il suo secondo intercetto in carriera su Eli Manning ritornandolo per 49 yard. Il 9 dicembre nuovamente contro i Giants fece il suo primo fumble forzato in carriera ai danni di Brandon Jacobs, poi recuperato dal compagno di squadra Mike Patterson. Concluse con 170 tackle totali con un intercetto e un fumble forzato nella posizione di middle linebacker.
Il 21 settembre 2008 contro i Pittsburgh Steelers fece un sack combinato con il compagno di squadra Juqua Parker ai danni di Ben Roethlisberger e un altro da solo sempre su Ben. Il 2 novembre contro i Seattle Seahawks fece il suo secondo sack stagionale ai danni di Seneca Wallace. Nello scontro con i Giants fece il suo secondo fumble forzato in carriera ai danni di Ahmad Bradshaw. In questa stagione venne nuovamente spostato come linebacker esterno giocando meno.
Il 13 settembre 2009 contro i Carolina Panthers fece il suo primo sack stagionale combinato con il compagno di squadra Patterson ai danni di Jake Delhomme. Il 27 settembre contro i Kansas City Chiefs fece il suo secondo sack ai danni di Matt Cassel. Il 28 ottobre venne messo sulla lista infortunati a causa di una distorsione del legamento lisfrangico.
Il 1º aprile 2010 rifirmò per un anno a 1,176 milioni di dollari. Concluse la stagione con 14 partite di cui 2 da titolare totalizzando 36 tackle totali.

### Carolina Panthers
Il 31 luglio 2011 firmò con i Carolina Panthers. Il 30 ottobre contro i Minnesota Vikings fece il suo primo sack stagionale ai danni di Christian Ponder. Concluse con 10 partite di cui 4 da titolare totalizzando 31 tackle totali. Il 13 marzo venne svincolato.

### Houston Texans
Il 9 agosto 2012 firmò con gli Houston Texans ma il 27 agosto venne svincolato.

### Oakland Raiders
Il 14 novembre firmò per un anno a 700.000 dollari per sopperire all'infortunio del middle linebacker di riserva Travis Goethel, finendo la stagione con 7 partite, di cui 4 da titolare, con 12 tackle totali. Il 29 luglio 2013 rifirmò per un altro anno per la cifra di 715.000 dollari. Il 1º settembre 2013 fu svincolato.

## Vittorie e premi
- Nessuno

## Statistiche
| Partite totali      | 84  |
| Partite da titolare | 44  |
| Tackle totali       | 334 |
| Sack                | 6   |
| Intercetti          | 2   |
| Fumble forzati      | 2   |
| Fumble recuperati   | 3   |
| Passaggi deviati    | 18  |

Statistiche aggiornate alla stagione 2012